# Wald (Baden-Württemberg)
Wald è un comune tedesco di 2 771 abitanti,, situato nel land del Baden-Württemberg.

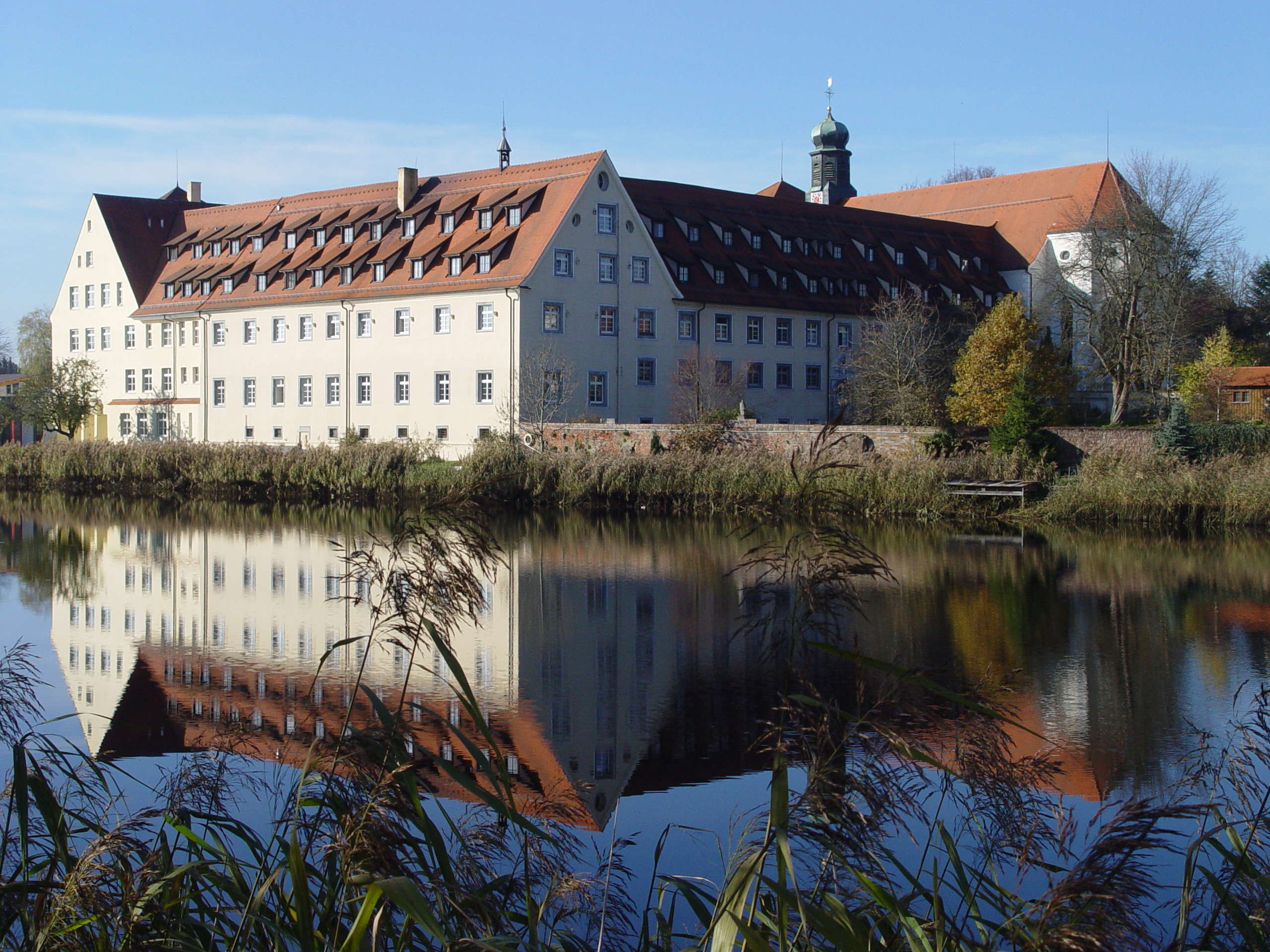
Chiostro Wald

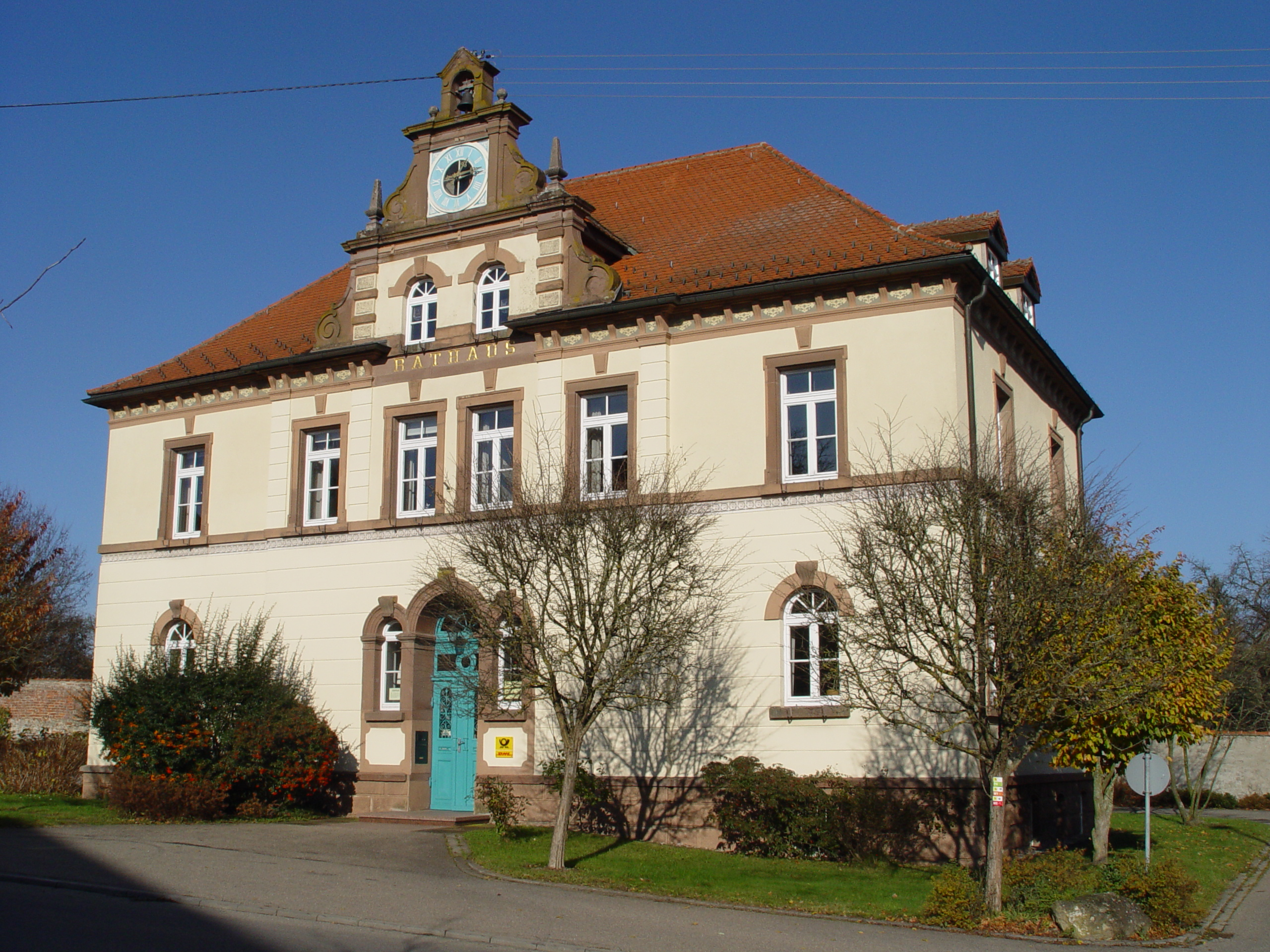
Municipio Wald